# Hail the Mushroom Cloud
Hail the Mushroom Cloud – minialbum zespołu Puissance, wydany w 2000 roku. Jako ostatni wyszedł spod szyldu wytwórni Fluttering Dragon. Projekt wkładki pochodzi od Puissance. Nagrania przeprowadzono w Blade Studios.

## Lista utworów
1. Act I – 5:26
2. Act II – 4:40
3. Act III – 5:16
4. Act IV – 4:15